# Henryk Gapski
Henryk Gapski (ur. 12 czerwca 1948 w Kwidzynie) – polski historyk, profesor nauk humanistycznych, specjalista w dziedzinie dziejów i kultury wspólnot zakonnych, geografii historycznej Kościoła, dziejów nowożytnych Polski i Europy Środkowo-Wschodniej.

## Życiorys
Kierował na KUL Katedrą Historii Kultury Polskiej, gdzie był dyrektorem Instytutu Geografii Historycznej Kościoła w Polsce. Był profesorem Państwowej Wyższej Szkoły Wschodnioeuropejskiej w Przemyślu. Członek Zarządu Towarzystwa Instytutu Europy Środkowo-Wschodniej w Lublinie.
Kawaler Zakonu Rycerskiego Grobu Bożego w Jerozolimie.

## Wybrane publikacje
- Rekrutacja do zakonów męskich w Polsce w końcu XVI i w pierwszej połowie XVII wieku, Lublin 1987
- Klasztory krakowskie w końcu XVI i w pierwszej połowie XVI wieku. Analiza przestrzenna środowisk zakonnych, Lublin 1993
- Red.: Christianitas et cultura Europae. Księga Jubileuszowa Profesora Jerzego Kłoczowskiego, cz. 1, Lublin 1998
- Red.: Historiae peritus. Księga Jubileuszowa Profesora Jerzego Kłoczowskiego. Cz. 2, Lublin 1998
- Red.: Zakony i klasztory w Europie Środkowo-Wschodniej X-XX wiek, Lublin 1999.